# Wickford
Wickford is een plaats in het bestuurlijke gebied Basildon, in het Engelse graafschap Essex. De plaats telt 32.500 inwoners.

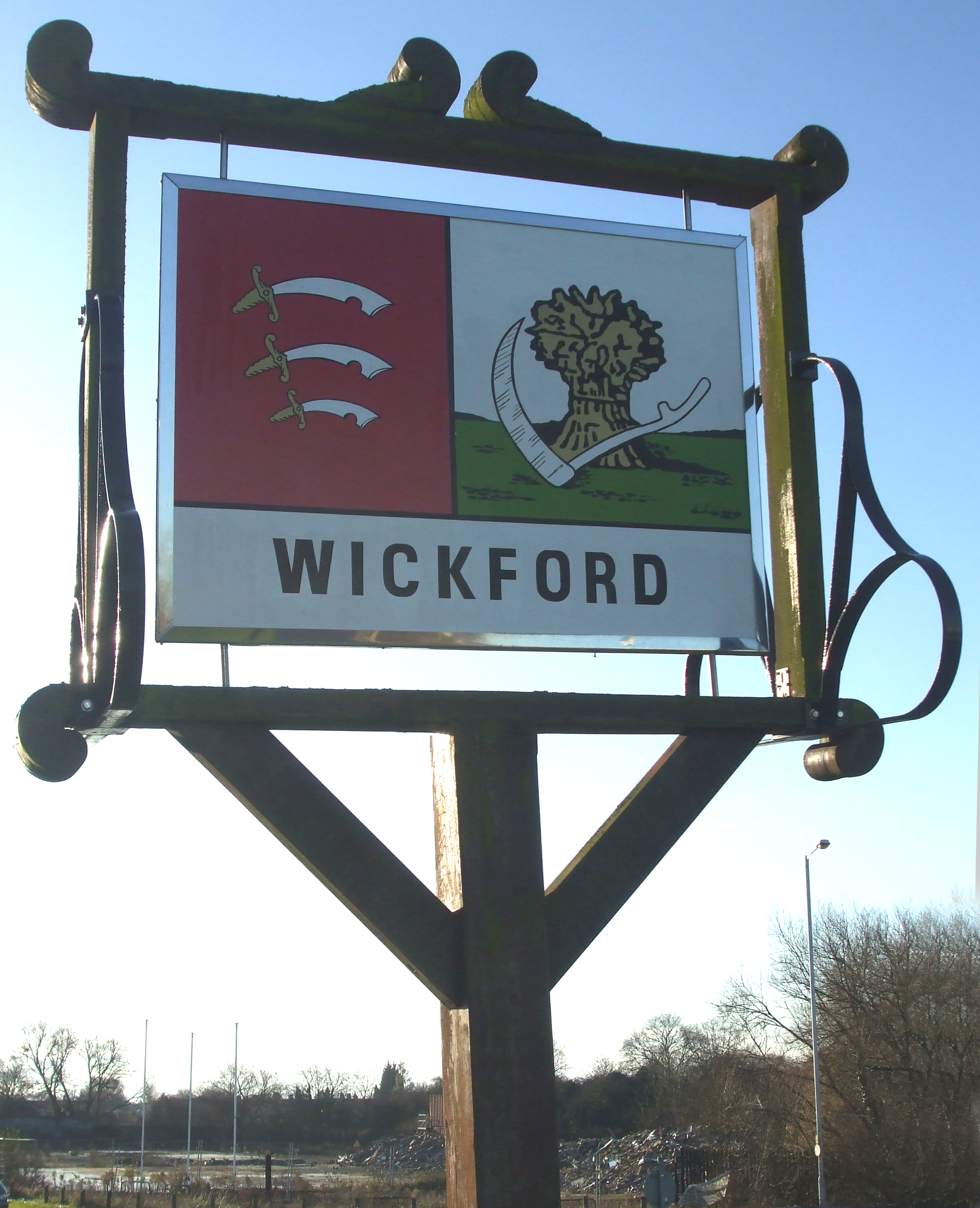
Wickford
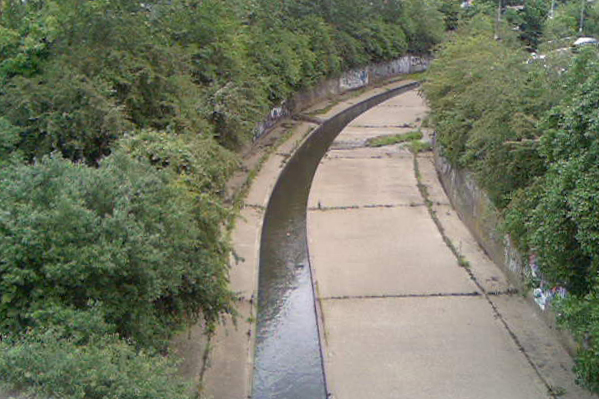
Rivier bij Wickford
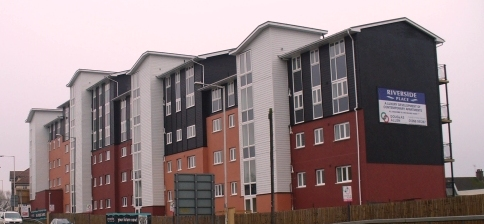
Riverside Place